# Notruf 112 – Die Feuerwehr Simulation
Notruf 112 – Die Feuerwehr Simulation (auch Notruf 112) ist ein Computerspiel des Spieleentwicklers Crenetic. Es wurde am 10. November 2016 über den Publisher Aerosoft veröffentlicht. Das Spiel ermöglicht dem Spieler, in die Rolle eines Feuerwehrmannes zu schlüpfen. Es wurde in Kooperation mit der Feuerwehr Mülheim entwickelt und basiert auf deren Feuerwache, Einsatzfahrzeugen und Ausrüstung.

## Release
Ursprünglich sollte das Spiel Ende 2015 veröffentlicht werden. Die Veröffentlichung des Spiels wurde allerdings des Öfteren verschoben, zuletzt vom 29. September 2016 auf den 10. November 2016. Erst im April 2016 wurde ein Trailer zum Spiel veröffentlicht. Am 1. Oktober 2016 wurde eine Demo veröffentlicht. Der endgültige Release erfolgte am 10. November 2016.
Der zweite Teil wurde am 18. März 2021 veröffentlicht. Das Release war eigentlich für November 2020 geplant.

## Spiel
Ziel der Spieleentwicklung war es laut Aerosoft, eine realistische Feuerwehr-Simulation zu schaffen.
Im Spiel ist es möglich, zwischen verschiedenen Einheiten zu wählen. So kann der Spieler beispielsweise Zugführer, Truppführer oder Maschinist werden und deren Aufgaben, dies in zufallsgenerierte Einsatzszenarien abgespielt (KI-gesteuert) wird: Wie zum Beispiel das Löschen eines Wohnungsbrandes, Autounfälle mit PKW und LKW, Brände mit Außen- und Innenangriff (ein Dachstuhlbrand und Wohnungsbrände), das Eindämmen eines Ölteppichs und das Befreien eingeklemmter Personen bei Unfällen übernehmen. Dabei wird er von virtuellen Kollegen mit einer künstlichen Intelligenz unterstützt. Änderungen des Spiels, in Hinsicht der Demo-Variante: Die Einsatzfahrzeuge wurden überarbeitet und mit Funktionen erweitert. Die Feuerwache bzw. der Fuhrpark beschreibt und zeigt die Berufsfeuerwehr Mülheim an der Ruhr. Das Spiel bietet auch noch die Funktionen: Eine 24h-Schicht und einen Multiplayer Modus. Es verfügt über eine frei begehbare Spielwelt und Nachtmodus. Zudem verfügt das Spiel über eine realistische Brandausbreitung.

## Bewertung
Da das Spiel mit vielen Fehlern veröffentlicht wurde und nicht als Test-Version gekennzeichnet wurde, kam viel Kritik auf. So rät GameStar beispielsweise explizit vom Kauf ab.

„(…) kommt es im Spielverlauf oft zu Bugs, Einfrieren oder Abstürzen. Auch Fehler wie zum Beispiel die teils schwerfällige KI oder lange Ladezeiten sind (…) vorhanden.“

„Zahlreiche Spezialfahrzeuge sind in hoher Detailgenauigkeit im Spiel verfügbar.(…)Weitere Features von Notruf 112 – Die Feuerwehr-Simulation sind die Simulation von Straßenverkehr bei der Fahrt zum Einsatzort, unterschiedliche Wetterbedingungen, Nachteinsätze und die realistische Berechnung und Darstellung der Brandausbreitung.“

Beim Let’s Play auf 1 Live wurde die umständliche Steuerung bemängelt, aber die realistische Simulation gelobt.